# په کیه‌گا نیلسن
په کیه‌گا نیلسن (دانمارکی: Per Kjærgaard Nielsen؛ زادهٔ ۳۱ ژانویهٔ ۱۹۵۵) قایقران قایق بادبانی اهل دانمارک است.